# Lodovico Carracci

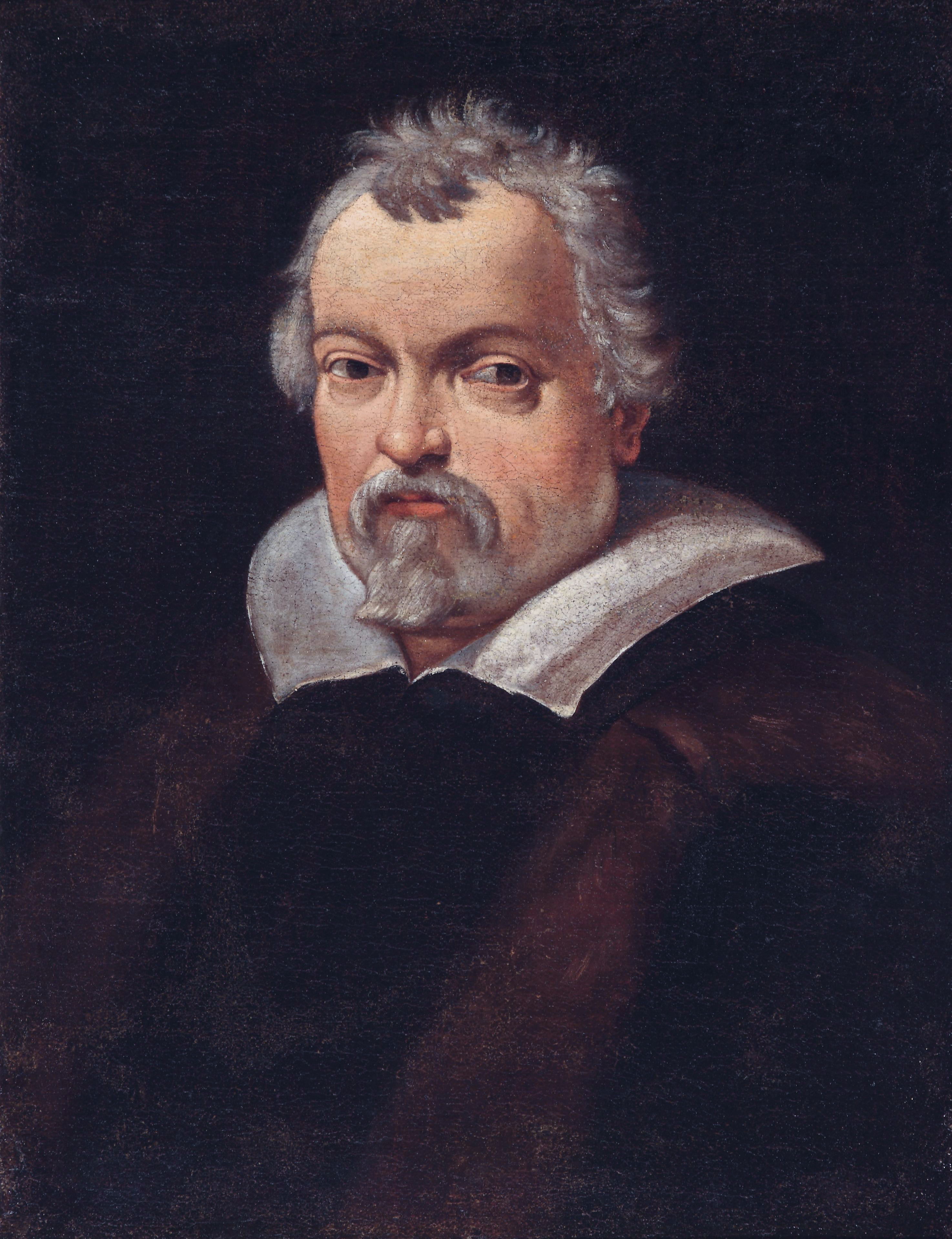
Lodovico Carracci (Emilianische Schule, 17. Jh.)

Lodovico Carracci (* vor 21. April 1555 (Taufe) in Bologna; † 13. November 1619 ebenda) war ein italienischer Maler des Manierismus, auch wenn er sich mit diesem Kunststil kritisch auseinandersetzte und Neuerungen entwickelte.

## Leben
Er wurde in Bologna am 21. April 1555 getauft. Sein Vater Vincenzo war Metzger und stammte aus Cremona. Lodovico studierte Malerei mit Prospero Fontana und eventuell mit Camillo Procaccini. 1578 wurde er in die Malergilde von Bologna aufgenommen. Laut Malvasia unternahm er Studienreisen nach Venedig, Parma, Mantua und Florenz, wo er mit Passignano zusammengearbeitet haben soll. In Venedig schätzte angeblich der Maler Tintoretto seine Begabung als nicht besonders hoch ein.

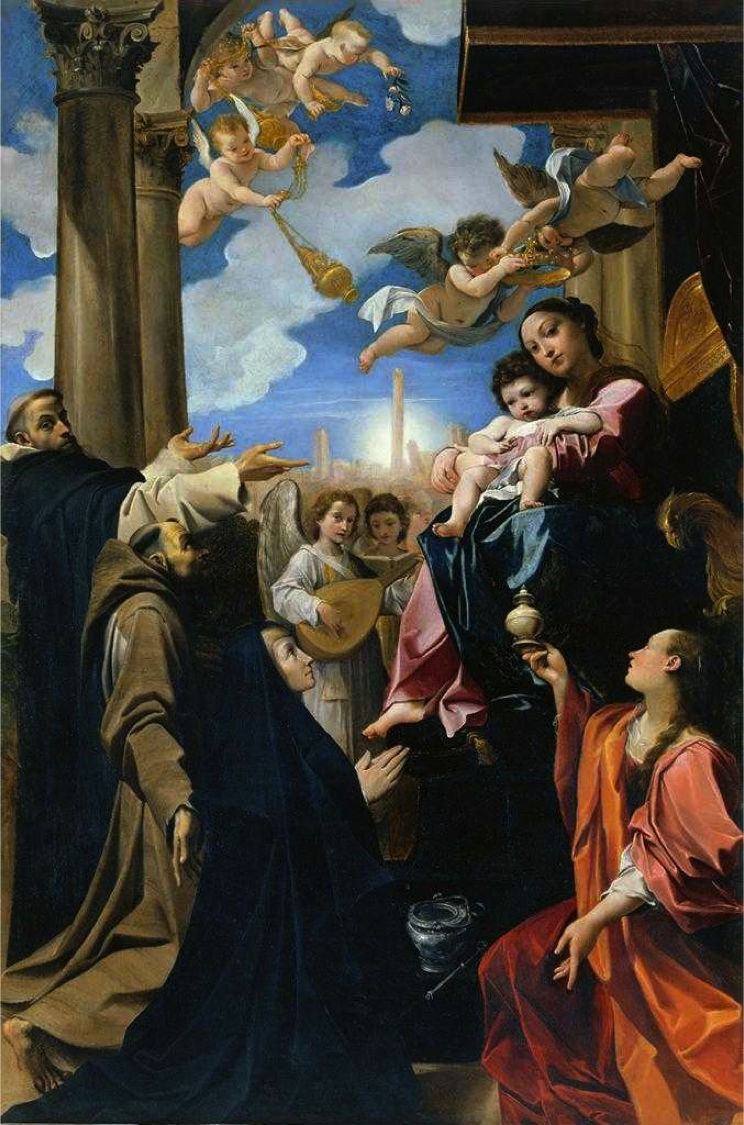
Madonna Bargellini, 1588, Pinacoteca Nazionale di Bologna

Nach der Rückkehr in seine Heimatstadt Bologna gründete er mit seinen jüngeren Cousins Agostino und Annibale Carracci die Accademia degli Incamminati („der auf den rechten Weg Gebrachten“), die zuvor Accademia dei Desiderosi („Akademie derjenigen, die den Fortschritt erstreben/erreichen wollen“) genannt worden war. Die Carracci erstrebten eine Erneuerung der Kunst und wollten bestimmte als artifiziell empfundene Züge des damals vorherrschenden Manierismus überwinden. Dabei bezogen sie sich auch auf die großen alten Meister – besonders auf Correggio, aber auch auf die Venezianer Tizian, Veronese und Tintoretto –, und versuchten, deren Vorzüge zu verbinden. Trotz der Rivalität der älteren Maler gelang es ihnen, die junge, angehende Künstlergeneration Bolognas für ihre Sache zu interessieren und in der neuen Akademie auszubilden. Dieses künstlerische und pädagogische Wirken der Carracci markiert letztlich den Beginn des Barock in der Malerei, wobei Lodovicos Kunst im Vergleich zu jener Annibales noch länger eine gewisse manieristische Eleganz aufwies.
Über Lodovico Carraccis Tätigkeit bis etwa 1583 ist nichts Genaues bekannt. Um diese Zeit arbeitete er zusammen mit Agostino und Annibale an einem Freskenzyklus mit dem Zug der Argonauten im Palazzo Fava in Bologna. Das erste datierte Werk Lodovicos ist die sogenannte Madonna Bargellini von 1588, die sich heute in der Pinacoteca nazionale in Bologna befindet. Überhaupt trat Lodovico vor allem als Maler christlich-religiöser Themen hervor, die er mit großer Einfühlung und Fantasie darzustellen verstand.
Um 1590 arbeitete er mit den anderen beiden Carracci an Fresken im Palazzo Magnani-Salem und im Palazzo Sampieri-Talon in Bologna.
Als Annibale und Agostino Mitte der 1590er Jahre Bologna verließen, führte Lodovico die Werkstatt und die Accademia degli Incamminati alleine weiter und hatte daher einen großen Einfluss auf die Bologneser bzw. emilianische Malerei des frühen 17. Jahrhunderts. Stilistisch zeigte er sich in seiner Kunst bis etwa 1602 experimentierfreudig und näherte sich immer mehr dem Barock an, mit dramatisch agierenden Figuren und starken Chiaroscuro-Kontrasten.

Abraham und die drei Engel, 1610–12, Pinacoteca Nazionale di Bologna

Nach dem frühen Tode Agostinos Anfang 1602 ging er zusammen mit Annibale kurzzeitig nach Rom (31. Mai bis 13. Juni 1602). Anscheinend war es dieser Aufenthalt, der einen neuen Hang zum Klassizismus in Lodovicos Malerei auslöste (bis etwa 1610). Zu seinen wichtigsten Aufträgen dieser Phase gehörten Fresken im Kreuzgang von San Michele in Bosco in Bologna, die mit Beteiligung seiner Werkstatt entstanden (1604–1605, nicht gut erhalten). In den Jahren 1605–06 und 1609 hielt er sich in Piacenza auf, um Bilder für die Kathedrale zu malen, die später teilweise in den bischöflichen Palast übertragen wurden.
Um 1610 begann sein Einfluss in Bologna durch den Aufstieg jüngerer Maler wie insbesondere Guido Reni zu sinken. Diese Situation spiegelte sich auch in Ludovicos Stil, der nun wieder manieristische Elemente miteinbezog (die aber nie ganz fehlten) und laut Posner einerseits einen „suggestiven Lyrismus“, andererseits große, persönliche Ausdruckskraft entwickelte. Trotz seiner mittlerweile etwas isolierten künstlerischen Position blieb Carracci auch in seinen letzten Lebensjahren ein gefragter Maler und schuf Bilder für Kirchen in Bologna, Ferrara und Mantua.
Sein letztes Gemälde war Die Verkündigung Mariä in der Kathedrale von Bologna (1618–1619), und angeblich soll er sich über einen zu spät entdeckten Fehler in diesem Werk so gegrämt haben, dass er todkrank wurde und starb.
Nach seinem Tode am 13. November 1619 in Bologna wurde er in der heute nicht mehr existierenden Kirche Santa Maria Maddalena di Galliera beigesetzt.

## Würdigung

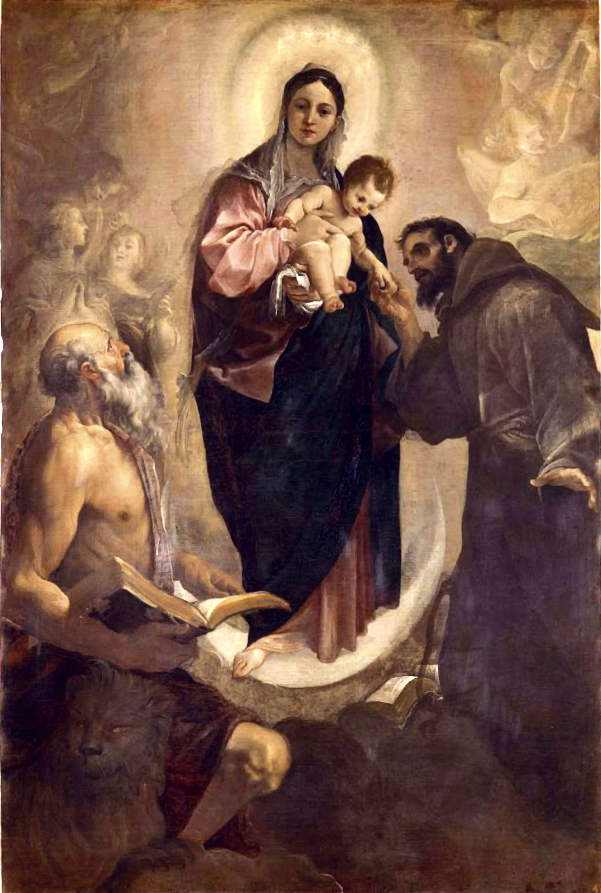
Madonna mit den Hl. Hieronymus und Franziskus (Datum ?), Pinacoteca Nazionale di Bologna

Lodovico Carracci gilt neben dem älteren Federigo Barrocci als wichtigster Vertreter eines malerischen „Protobarock“.
Laut Malvasia soll er der erste gewesen sein, der auf die Schwächen des Manierismus aufmerksam wurde, und soll seine beiden Cousins auf die Vorzüge des „lombardischen“ Naturalismus aufmerksam gemacht habe. Das lässt sich aus seinem Frühwerk jedoch nicht bestätigen, stattdessen scheint der eigentliche Neuerer der Familie Annibale Carracci gewesen zu sein.
Wie oben bereits dargestellt lassen sich bei Lodovico Carracci verschiedene Stilphasen beobachten, bei denen verschiedenste Einflüsse einwirkten, von Correggio und Parmigianino bis zu Tizian und Veronese, und zwischen ca. 1602 bis 1610 auch ein römischer Klassizismus nach Raffael, übermittelt vermutlich über Annibale Carracci und vielleicht Cavalier d’Arpino und den jungen Guido Reni. Insgesamt gilt Ludovico als der originellste unter den Carracci bezüglich der Ikonographie und der Dramatik seiner Bilder. Merkwürdigerweise wurde ihm zuweilen (wie auch den anderen Carracci) Eklektizismus vorgeworfen. Dennoch:

„...war aber Lodovico ein bedeutender Maler; ein sorgsames Studium, kräftige Farbe und oft eine überraschende Feinheit des Gefühlsausdrucks charakterisieren ihn [...] und die pathetische Richtung des 17. Jahrhunderts ist zum großen Teil auf ihn zurückzuführen.“

Lodovico Carracci schuf auch einige Kupferstiche für den Druck, jedoch nicht in dem Ausmaß wie sein Vetter Agostino.

## Bildergalerie

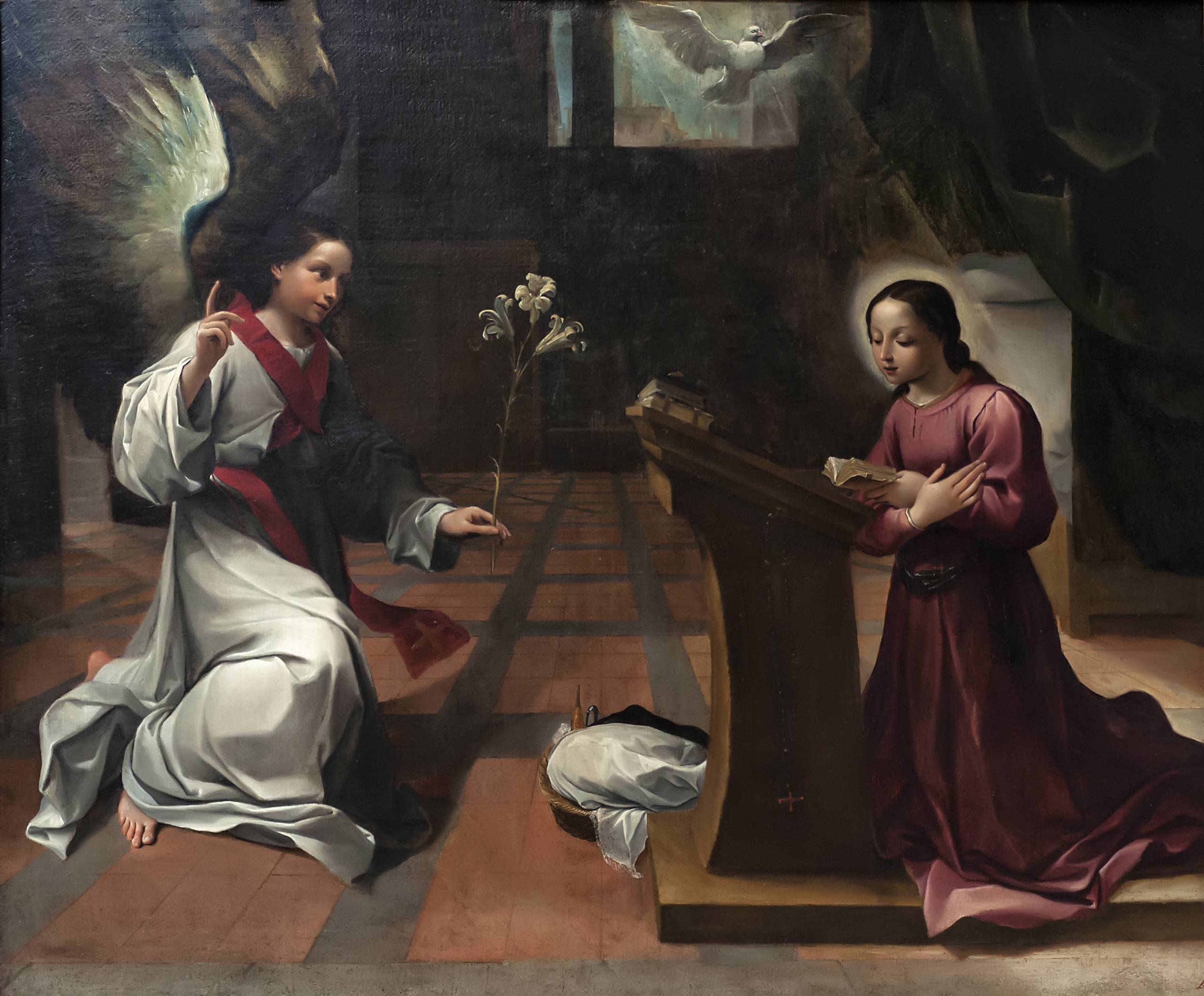
Die Verkündigung, 1584, Pinacoteca Nazionale di Bologna
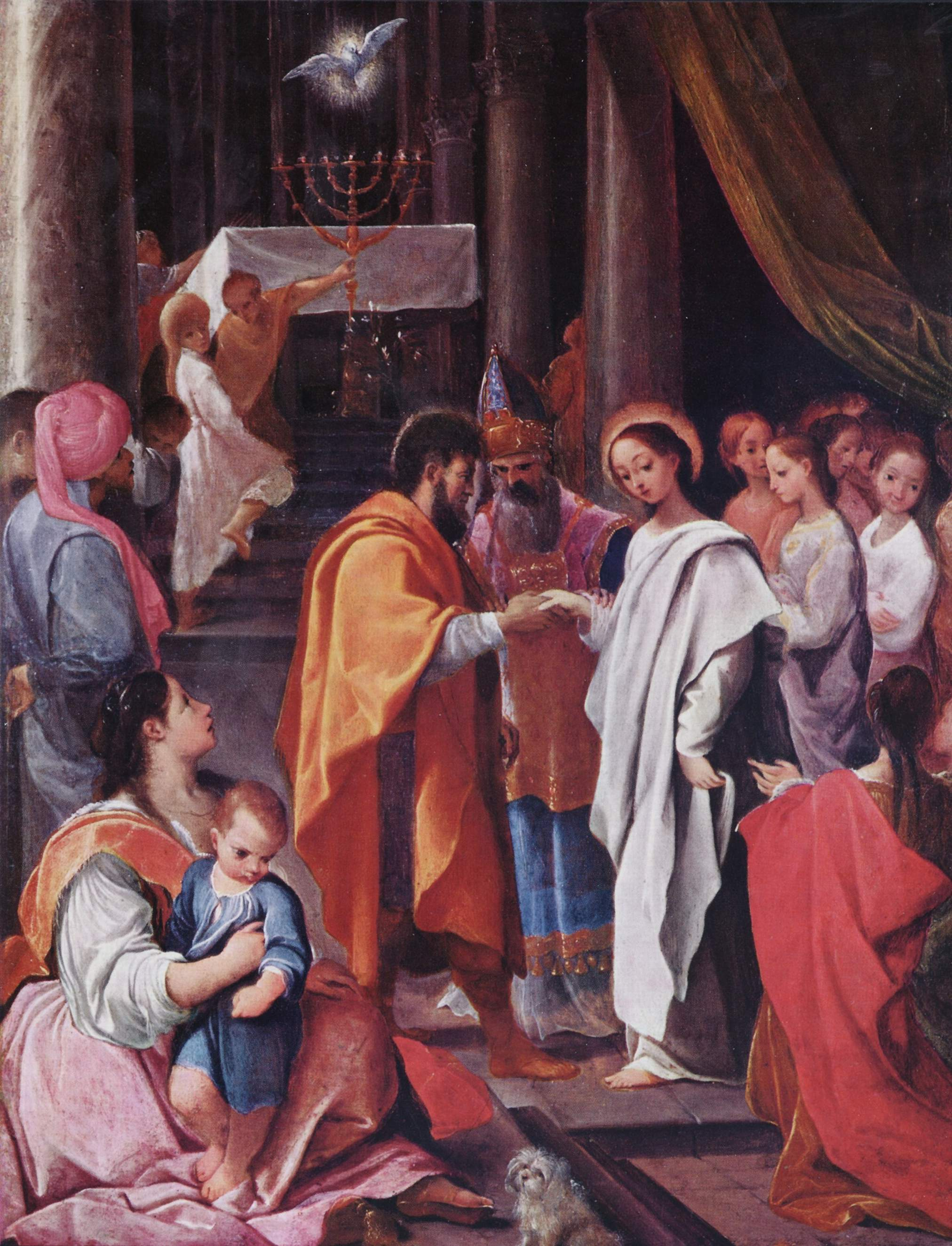
Vermählung Mariä (Datum ?), National Gallery, London
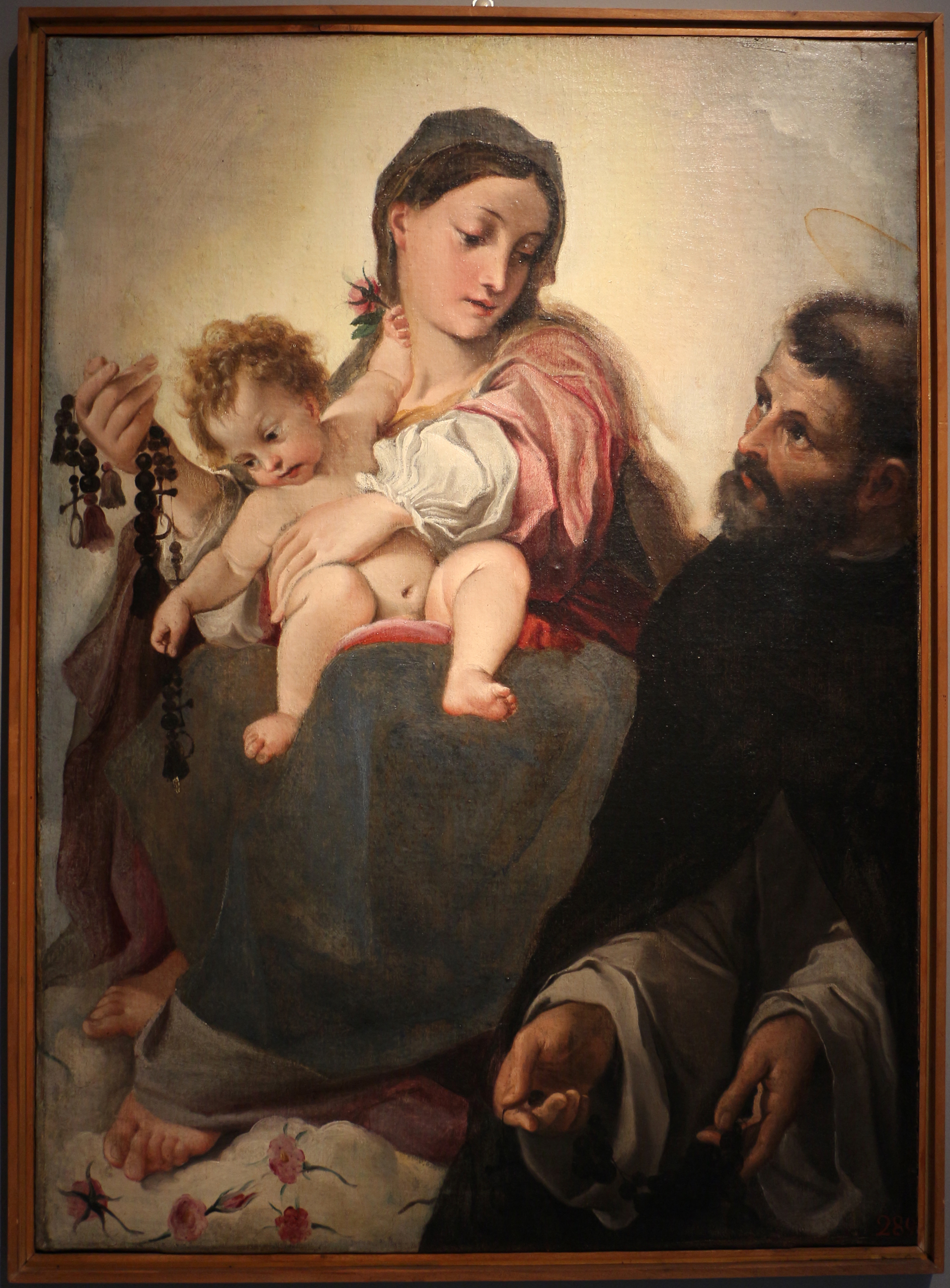
Rosenkranzmadonna (Datum ?), Pinacoteca Nazionale di Bologna
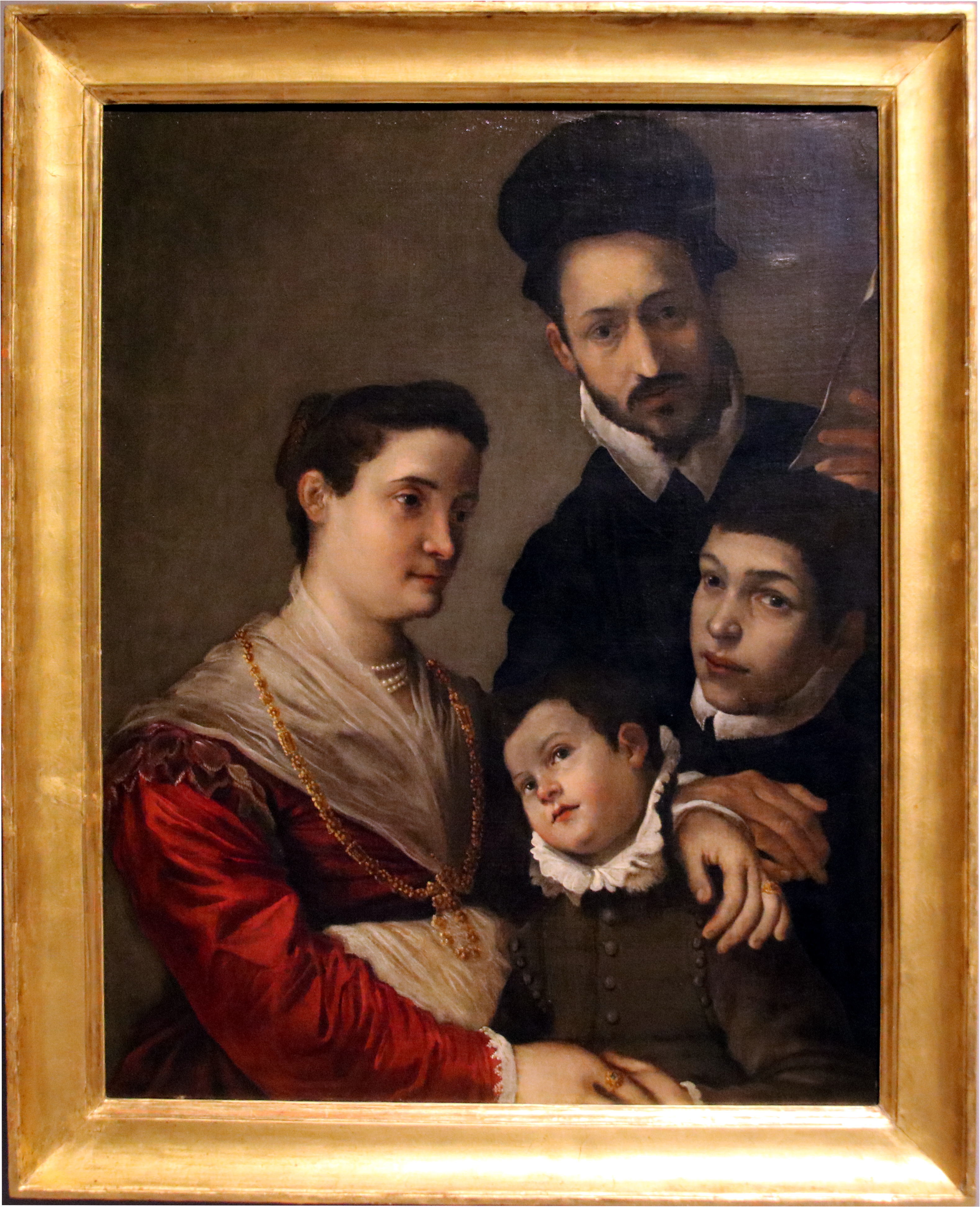
Die Familie Tacconi, ca. 1590, Pinacoteca Nazionale di Bologna
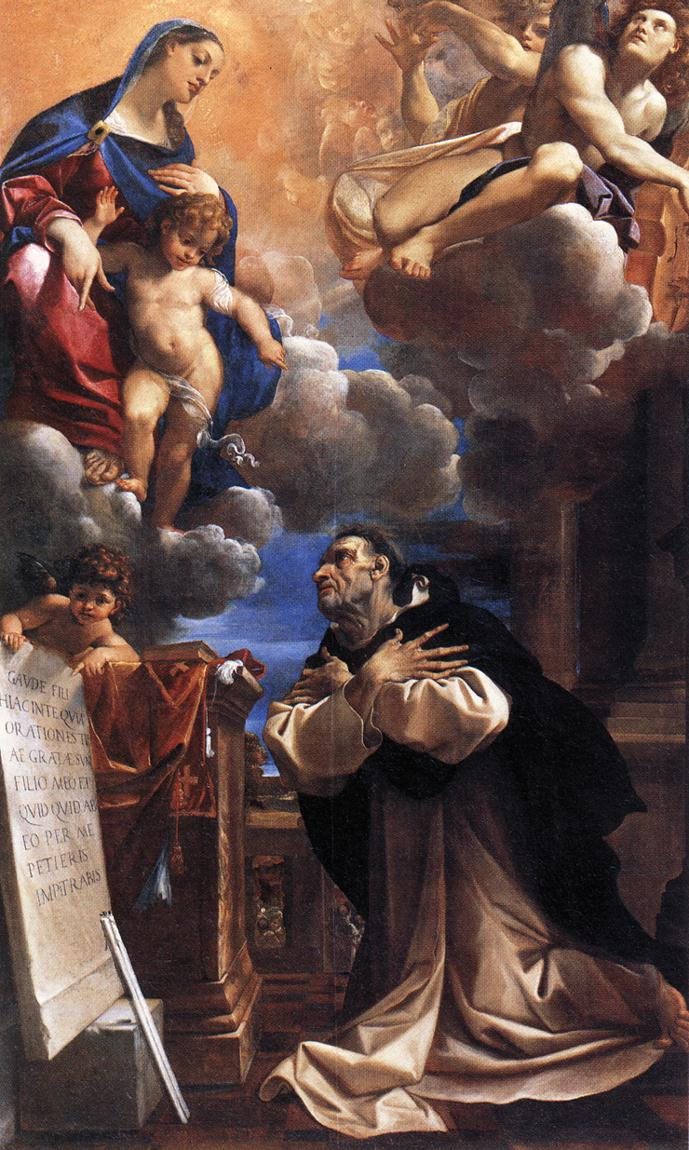
Die Jungfrau erscheint dem Hl. Hyacinth, 1594, Louvre, Paris
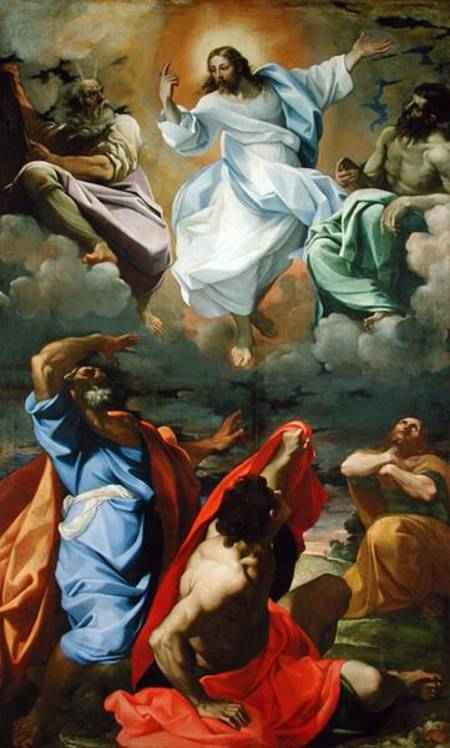
Verklärung Christi, um 1695, Pinacoteca Nazionale di Bologna
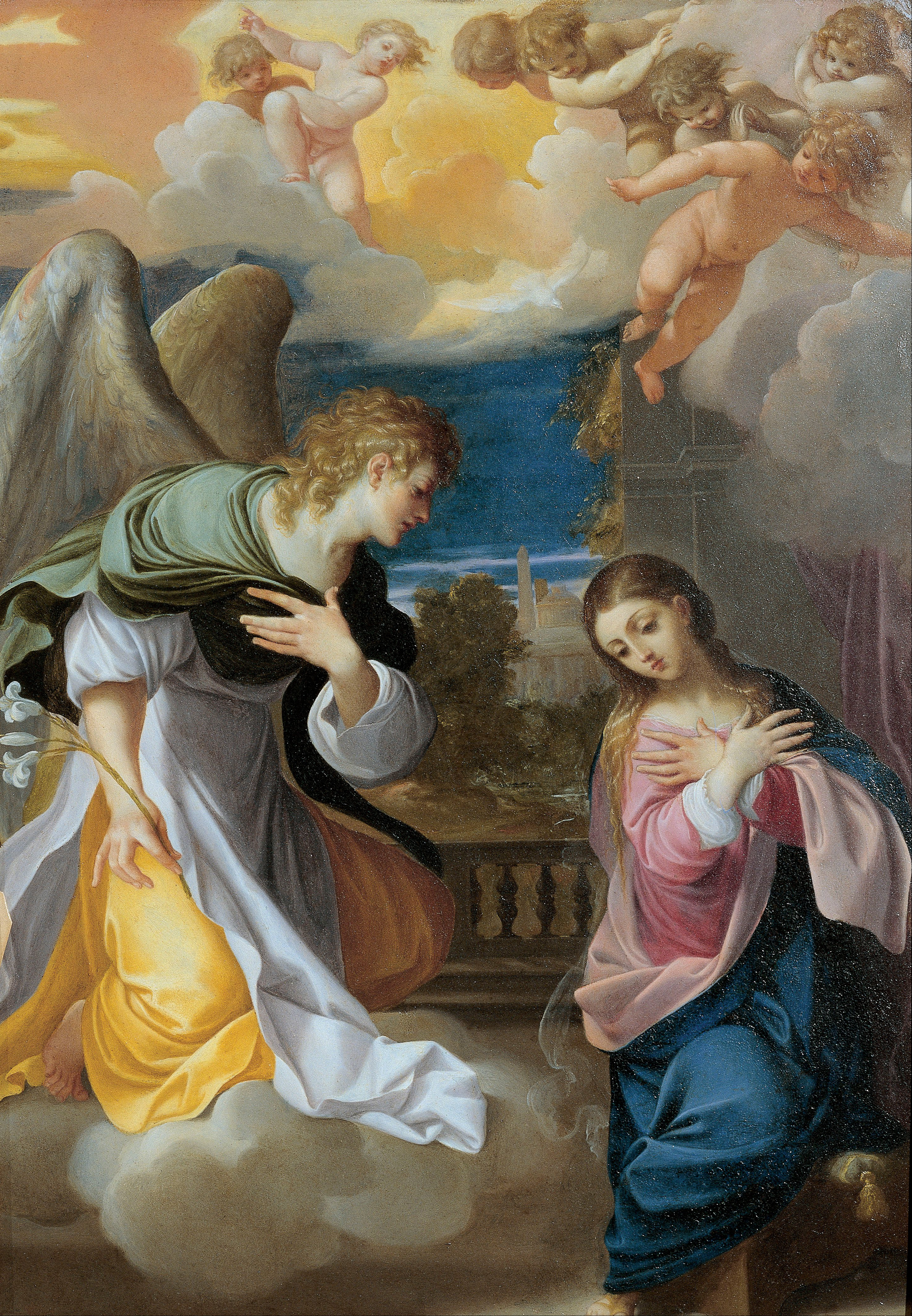
Verkündigung an Maria, 1603–1604, Musei di Strada Nuova, Genua
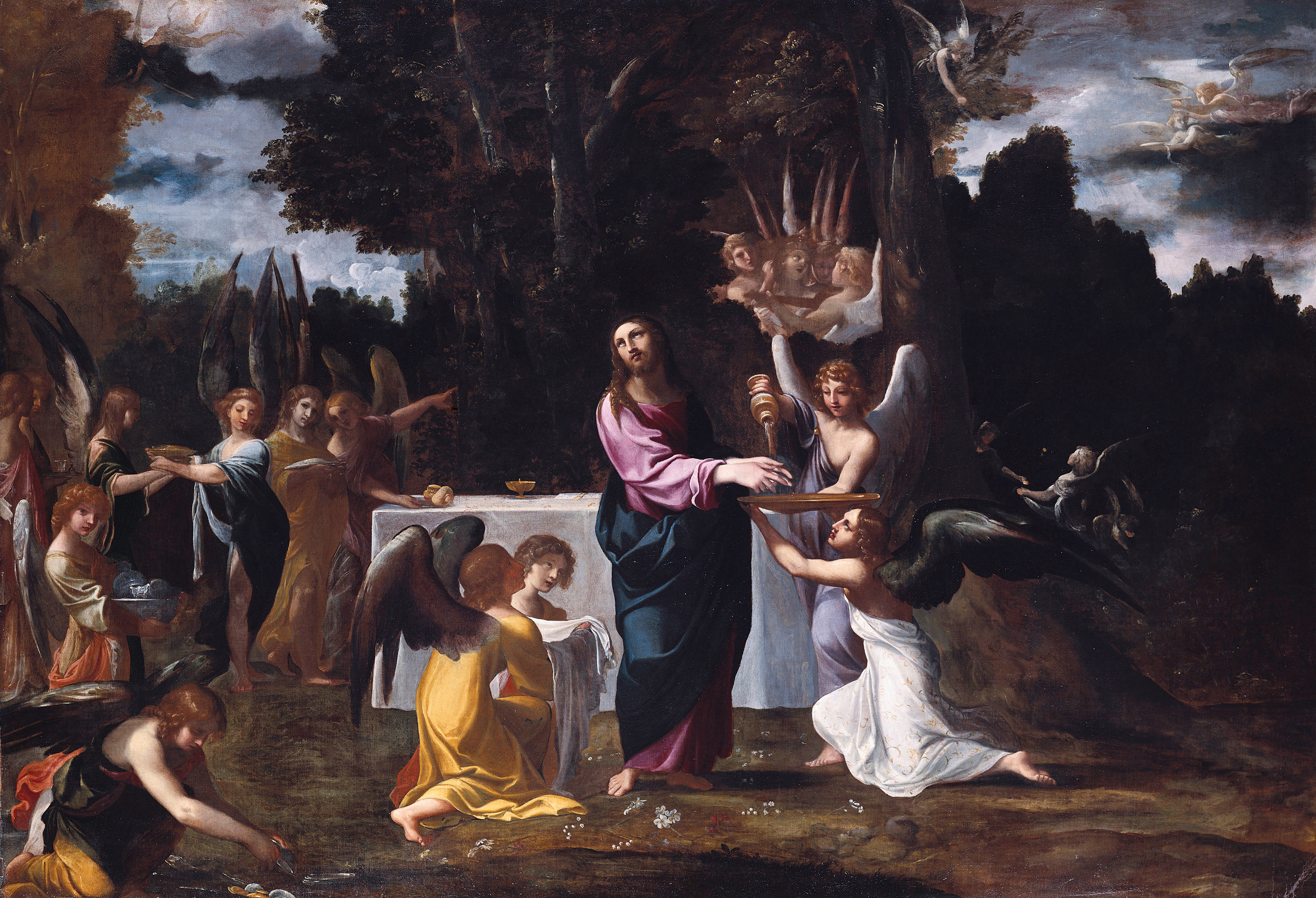
Jesus in der Einöde, von Engeln bedient, um 1608, Gemäldegalerie, Berlin
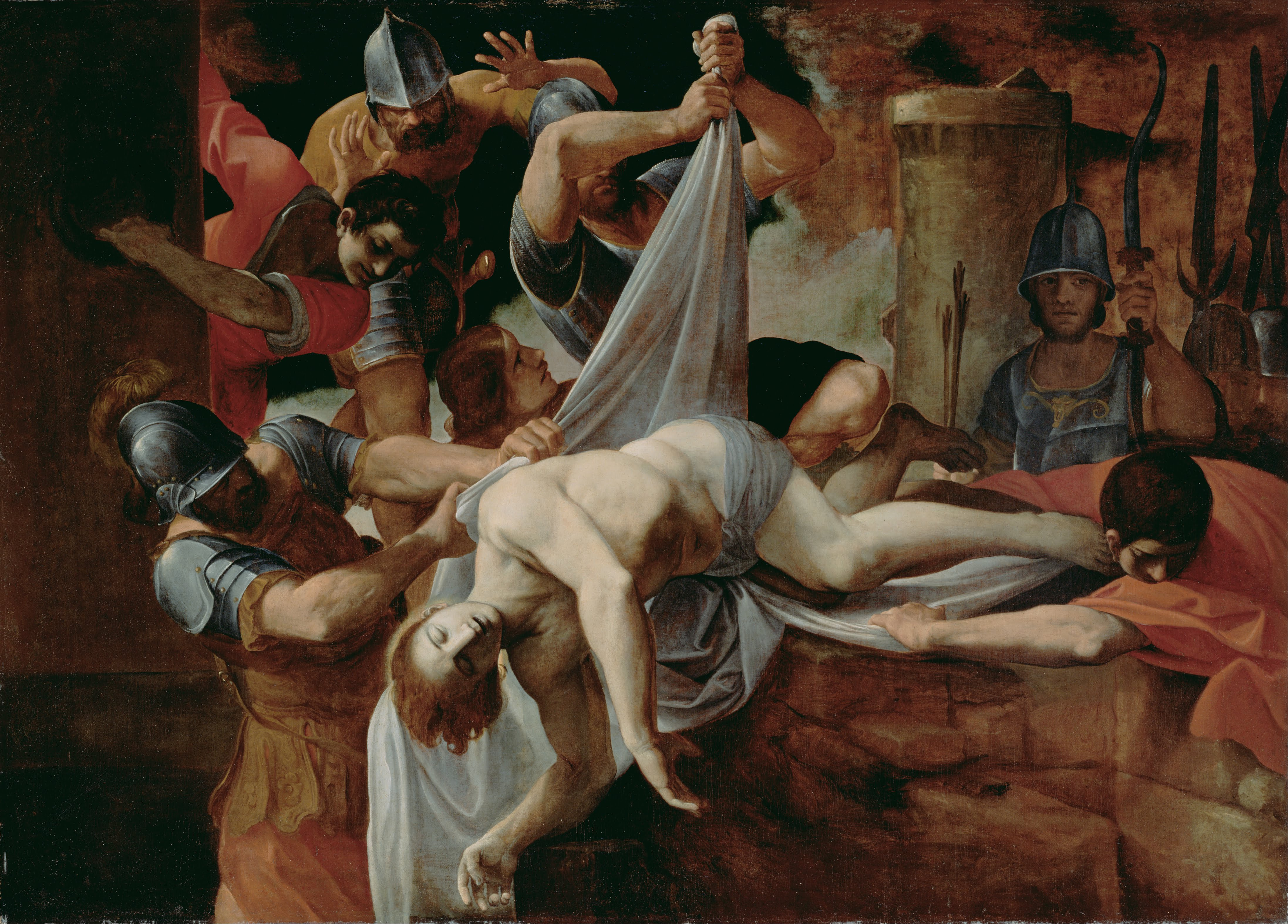
Der Hl. Sebastian wird in die Cloaca Maxima geworfen, 1612, Getty Center, Los Angeles

## Werke (Auswahl)
- Freskenzyklus Zug der Argonauten, Palazzo Fava, Bologna, ca. 1583–84 (gemeinsam mit Agostino und Annibale Carracci)
- Verkündigung, Pinacoteca Nazionale di Bologna, ca. 1585
- Vision des Hl. Antonius, Rijksmuseum, Amsterdam, ca. 1586
- Himmelfahrt Mariä, North Carolina Museum of Art, Raleigh, ca. 1587
- Madonna Bargellini, Pinacoteca nazionale di Bologna, 1588
- Konversion des Hl. Paulus, Pinacoteca nazionale di Bologna, 1587–89
- Madonna mit Kind und Heiligen, Museo civico, Cento, 1591
- Predigt Johannes d. Täufers, Pinacoteca nazionale di Bologna, 1592
- Martyrium der Hl. Ursula, Pinacoteca nazionale di Bologna, 1592
- Madonna degli Scalzi, Pinacoteca nazionale di Bologna, ca. 1593
- Transfiguration, Pinacoteca nazionale di Bologna, ca. 1595–97
- Auferstehung Christi, Santa Cristina, Bologna, ca. 1597
- Hl. Hieronymus, San Martino Maggiore, Bologna, ca. 1596–98
- Martyrium der Hl. Ursula, SS. Nicola e Domenico, Imola, 1600
- Die Apostel am Grabe der Madonna, Corpus Domini, Bologna, 1601
- Begräbnis der Jungfrau Maria, Galleria nazionale di Parma, ca. 1605
- Die Apostel am Grabe der Madonna, Galleria nazionale di Parma, ca. 1605
- Jesus in der Einöde, von Engeln bedient, um 1608, Gemäldegalerie, Berlin
- San Raimondo di Pennaforte, San Domenico, Bologna, ca. 1608–1610
- Flucht nach Ägypten, Casa Tacconi, Bologna, ca. 1610–1612
- Kreuzigung, Santa Francesca Romana, Ferrara, 1614
- Martyrium der Hl. Margarete, San Maurizio, Mantua, 1616
- Paradies, San Paolo, Bologna, 1616
- Die Verkündigung Mariä, Kathedrale, Bologna, 1618–19